# Drepanocladus hollosianus
Drepanocladus hollosianus là một loài Rêu trong họ Amblystegiaceae. Loài này được (Schilb.) Györffy mô tả khoa học đầu tiên năm 1925.